# تیبو سیلار
تیبو سیلار (انگلیسی: Thibaut Cillard؛ زادهٔ ۲۳ دسامبر ۱۹۹۵) بازیکن فوتبال اهل فرانسه است.